# 압돌라 모바헤드
압돌라 모바헤드 아르다빌리(페르시아어: عبدالله موحد اردبیلی,‎ 1940년 3월 20일~)는 이란의 레슬링 선수이다. 1968년 하계 올림픽에서 남자 자유형 라이트급 금메달을 획득했으며, 세계 레슬링 선수권 대회에서 5회 우승을 차지했다.